# 伊斯頓 (加利福尼亞州)
伊斯頓（英語：Easton）是位於美國加利福尼亞州弗雷斯諾縣的一個人口普查指定地區。

## 地理
伊斯頓的座標為36°39′01″N 119°47′27″W / 36.65028°N 119.79083°W，而該地最高點為海拔高度84米（即276英尺）。

## 人口
根據2010年美國人口普查的數據，伊斯頓的面積為7.799平方千米，當中陸地面積為7.799平方千米，而水域面積為0.000平方千米。當地共有人口2083人，而人口密度為每平方千米267人。